# Sebnitz
Sebnitz (pronunciación en alemán: /ˈzeːbnɪt͡s/ⓘ) es una ciudad situada en el distrito de Suiza Sajona-Montes Metálicos Orientales, en el estado federado de Sajonia (Alemania). Tiene una población estimada, a fines de abril de 2024, de 9489 habitantes.